# Parafia Matki Bożej Nieustającej Pomocy w Noosa District
Parafia Matki Bożej Nieustającej Pomocy w Noosa District – parafia rzymskokatolicka, należąca do archidiecezji Brisbane.
Przy parafii funkcjonuje katolicka szkoła podstawowa św. Tomasza Morusa.